# چارلز الویس
چارلز الویس (انگلیسی: Charles Elwes؛ زادهٔ ۱۵ ژوئیه ۱۹۹۷) قایقران روئینگ اهل بریتانیا است.
وی در مسابقات کشوری و بین‌المللی در مجموع برندهٔ ۱ مدال طلا شده‌است.